# Готфрид III (Спонхайм)
Готфрид III (на немски: Gottfried III, * 1175, пр. 1183, † 1218) от род Спанхайми е граф на Графство Спонхайм от 1195 до 1218 г.
Той е потомък на граф Стефан I († ок. 1080). Той последва граф Готфрид II (1165 – 1183), женен за дъщеря на граф Герлах от Графство Велденц. Не е изяснено дали Готфрид II му е баща или брат.
Готфрид III се жени през 1202 г. за Аделхайд фон Сайн (1202 – 1263). Тя е една от двете дъщери на Хайнрих II фон Сайн (1176 – 1203) и Агнес фон Сафенбург (1173 – 1200). Аделхайд е наследничка на бездетния си брат Хайнрих III (1202 – 1246), последният граф на Графство Сайн.
След смъртта на граф Хайнрих III през 1246/1247 г. части от Графство Сайн попадат на сина на Готфрид Йохан I, основателят на линията Спонхайм-Щаркенбург.
Готфрид построява от 1206 г. замък Кауценбург при Бад Кройцнах и влиза заради това в конфликт с манастир Шпайер.
През 1218 г. Готфрид участва в петия кръстоносен поход и загубва живота си. Вдовицата му Аделхайд се омъжва за Еберхард фон Еберщайн.
Синовете му Йохан I, Хайнрих I и Симон I си разделят цялото наследство между 1223 и 1237 г.

## Деца
- Йохан I (* пр. 1206, † 1266), основател на линията Щаркенбург (Долно графство Спонхайм) и наследник на Сайн
- Хайнрих I (* пр. 1224, † 1259), основател на линията Спонхайм-Хайнсберг,
- Симон I (* 1210/1215, † 8 април 1264), основател на линията Кройцнах (Горно графство Спонхайм).
- Готфрид, пропст на Св. Георг в Кьолн и Св. Касий в Бон
- Валрам, канон в Кьолн